# Port-Saint-Louis-du-Rhône
Port-Saint-Louis-du-Rhône je industrijsko pristanišče, naselje in občina v jugovzhodnem francoskem departmaju Bouches-du-Rhône regije Provansa-Alpe-Azurna obala. Leta 2006 je naselje imelo 8.483 prebivalcev.

## Geografija
Kraj leži v pokrajini Provansi na levem bregu reke Rone 6 km pred njenim izlivom v Sredozemsko morje, 41 km jugovzhodno od Arlesa.

## Uprava
Port-Saint-Louis-du-Rhône je sedež istoimenskega kantona, vključenega v okrožje Arles.

## Zgodovina
Temelji naselja so bili postavljeni z Napoleonovim odlokom. Samo pristanišče je bilo odprto leta 1864, vodni kanal Saint-Louis pa leta 1873. Občina je nastala leta 1904 iz dela ozemlja Arlesa in Fos-sur-Mera. 